# Synergy Baku Cycling Project
O Synergy Baku Cycling Project (código UCI: BCP) é uma equipa de categoria continental registado no Azerbaijão. Está patrocinado pela empresa Synergy Group

## Material ciclista
A equipa utiliza bicicletas BH.

## Classificações UCI
A partir de 2005 a UCI instaurou os Circuitos Continentais UCI, onde a equipa está desde que se criou em 2013, registado dentro do UCI Europe Tour. Figura nas classificações do UCI Europe Tour Ranking, UCI Oceania Tour Ranking, UCI Africa Tour Ranking e UCI Asia Tour Ranking. As classificações da equipa e de sua ciclista mais destacado são as seguintes:

### UCI Africa Tour
| Temporada | Classificação por equipas | Melhor corredor   | Posição |
| 2013-2014 | 23º                       | Jan Sokol         | 176º    |
| 2017      | 17º                       | Kyrill Pozdnyakov | 56º     |
| 2018      | 18º                       | Kyrill Pozdnyakov | 132º    |

### UCI America Tour
| Temporada | Classificação por equipas | Melhor corredor   | Posição |
| 2016      | 47º                       | Ioannis Tamuridis | 442º    |

### UCI Asia Tour
| Temporada | Classificação por equipas | Melhor corredor   | Posição |
| 2012-2013 | 4º                        | Kyrill Pozdnyakov | 8º      |
| 2013-2014 | 25º                       | Maksym Averin     | 114º    |
| 2015      | 29º                       | Matej Mugerli     | 90º     |
| 2016      | 26º                       | Matej Mugerli     | 34º     |
| 2017      | 71º                       | Elchin Asadov     | 205º    |
| 2018      | 110º                      | Kyrill Pozdnyakov | 705º    |

### UCI Europe Tour
| Temporada | Classificação por equipas | Melhor corredor   | Posição |
| 2012-2013 | 45º                       | Rico Rogers       | 255º    |
| 2013-2014 | 43º                       | Maksym Averin     | 276º    |
| 2015      | 23º                       | Maksym Averin     | 70º     |
| 2016      | 20º                       | Matija Kvasina    | 118º    |
| 2017      | 34º                       | Kyrill Pozdnyakov | 139º    |
| 2018      | 46º                       | Kyrill Pozdnyakov | 228º    |

### UCI Oceania Tour
| Temporada | Classificação por equipas | Melhor corredor | Posição |
| 2013-2014 | 9º                        | Daniel Klemme   | 32º     |

## Palmarés

### Palmarés 2018

#### Circuitos Continentais UCI
| Datas           | Circuito                | Carreiras                            | Ganhador          |
| 18 de fevereiro | UCI Europe Tour de 2018 | Grande Prêmio de Alanya              | Kyrill Pozdnyakov |
| 19 de abril     | UCI Europe Tour de 2018 | 1.ª etapa do Tour de Mersin          | Kyrill Pozdnyakov |
| 6 de maio       | UCI Europe Tour de 2018 | 4.ª etapa dos Cinco Anéis de Moscovo | Kyrill Pozdnyakov |

#### Campeonatos nacionais
| Datas       | Carreiras                                     | Ganhador          |
| 26 de junho | Campeonato do Azerbaijão Contrarrelógio (CRI) | Elchin Asadov     |
| 28 de junho | Campeonato do Azerbaijão em Estrada           | Kyrill Pozdnyakov |

## Elenco

### Elenco de 2018
| Nomeie             | Nascimento | Nacionalidade | Equipo 2017                  |
| Elgün Alizada      | 20/04/1996 | Azerbaijão    | Synergy Baku Cycling Project |
| Elchin Asadov      | 12/02/1987 | Azerbaijão    | Synergy Baku Cycling Project |
| Enver Asanov       | 25/10/1994 | Azerbaijão    | Synergy Baku Cycling Project |
| Kanan Gahramanli   | 09/07/1997 | Azerbaijão    | Synergy Baku Cycling Project |
| Samir Jabrayilov   | 07/09/1994 | Azerbaijão    | Synergy Baku Cycling Project |
| Musa Mikayilzade   | 16/06/1998 | Azerbaijão    | Synergy Baku Cycling Project |
| Oleksandr Polivoda | 31/03/1987 | Ucrânia       | Kolss Cycling Team           |
| Kyrill Pozdnyakov  | 20/01/1989 | Azerbaijão    | Synergy Baku Cycling Project |
| Mikayil Safarli    | 08/02/1999 | Azerbaijão    | Neoprofesional               |
| Karam Shiriyev     | 03/06/1996 | Azerbaijão    | Neoprofesional               |
| Telman Veliyev     | 10/08/1999 | Azerbaijão    | Neoprofesional               |

1. ↑  Até o 20 de junho.